# Bibulocystis viennotii
Bibulocystis viennotii är en svampart som först beskrevs av B. Huguenin, och fick sitt nu gällande namn av J. Walker 2006. Bibulocystis viennotii ingår i släktet Bibulocystis och familjen Raveneliaceae.   Inga underarter finns listade i Catalogue of Life.